# Хазанов, Лев Ефимович
Лев Ефимович Хазанов (17 июня 1916, Ельня, Смоленская губерния, Российская империя — 20 марта 1999, Москва, Россия) — главный конструктор системы НИИ-10 Государственного комитета по радиоэлектроники СССР. Герой Социалистического Труда (1963).

## Биография
Родился 17 июня 1916 года в городе Ельня Смоленской губернии (ныне Смоленская область). По происхождению — еврей.
В 1941 году окончил Московский институт инженеров связи. Ещё в 1940 году, продолжая учёбу в институте, поступил на работу во Всесоюзный государственный институт телемеханики и связи.
В июне 1941 года был призван в Красную Армию Дзержинским райвоенкоматом Горьковской области. Службу проходил радистом, стал офицером. Был командиром взвода связи, с 1943 года — начальником радиостанции 30-го отдельного полка связи. После Победы продолжал службу в армии, старшим радиоинженером полка связи Южной группы войск. В 1947 года уволен в запас.
Вернулся на работу в тот же институт — НИИ-10. Проработал в институте почти 40 лет в должностях инженера, старшего инженера, ведущего инженера, ведущего конструктора, старшего научного сотрудника, начальника лаборатории. Со временем стал специалистом в области радиолокации и систем управления корабельным вооружением, одним из пионеров в области теории и практики создания радиолокационных систем управления ракетным оружием для ВМФ.
С середины 1950-х годов НИИ-10 приступил к созданию корабельных зенитных и ударных ракетных комплексов. В конце 1952 года на вооружение был принят первый авиационный комплекс ракетного управляемого оружия класса «воздух море» — «Комета». Бортовая система управления разрабатывалась в НИИ-10 под руководством Л. Е. Хазанова.
В середине 1950-х годов в ОКБ-52, возглавляемом академиком В. Н. Челомеем, была разработана крылатая ракета П-35. НИИ-10 было поручено создать систему управления этой ракеты. Главным конструктором системы управления ракетным оружием, в части относящейся непосредственно к бортовой аппаратуре, был назначен Л. Е. Хазанов. Он предложил и реализовал ряд новых технических решений и методов построения ракетных комплексов, усовершенствовал технологию их испытаний в реальных условиях, принимал непосредственное участие на всех стадиях проектирования и испытаний новой техники. Один из первых отечественных УРО комплекса П-35, стал классикой и базовой моделью последующих поколений разработок.
Указом Президиума Верховного Совета СССР от 28 апреля 1963 года за большие заслуги в деле создания и производства новых типов ракетного вооружения, а также атомных подводных лодок и надводных кораблей, оснащенных этим оружием, и перевооружения кораблей Военно-Морского Флота Хазанову Льву Ефимовичу присвоено звание Героя Социалистического Труда с вручением ордена Ленина и золотой медали «Серп и Молот».
Работал в институте до 1985 года. Имел свыше 40 авторских свидетельств на изобретения. Лауреат Государственной премии. Кандидат технических наук.
Жил в городе-герое Москве. Скончался 20 марта 1999 года.
Награждён орденами Ленина, Отечественной войны 2-й степени, Красной Звезды, медалями.

## Монографии
- Радиотехника. М.: Трансжелдориздат, 1955.